# Konvent St. Verena

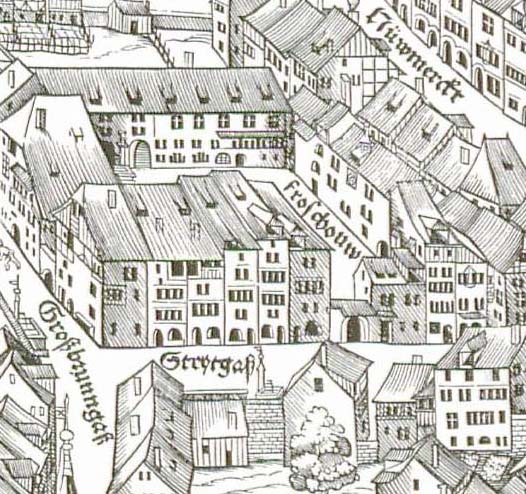
«Zur Froschau» mit dem Konvent St. Verena (Gebäude oberhalb der Beschriftung Froschouw). Ausschnitt aus dem Murerplan

Der Konvent St. Verena in Zürich war ein Gebäudekomplex der Beginengemeinschaft. Er wurde erstmals Mitte des 13. Jahrhunderts bezeugt, entwickelte sich unter der geistlichen Obhut des benachbarten Predigerklosters zu einem Frauenkonvent, jedoch nicht zu einem in den Dominikanerorden inkorporierten Kloster. Um 1300 wurde eine Kapelle der hl. Verena von Zurzach geweiht. Zum Lebensunterhalt trugen die etwa 20 Schwestern selber bei: In einer Werkstube verfertigten sie Textilarbeiten, in den benachbarten Quartieren der Stadt betreuten sie Kranke und Sterbende, verrichteten Gebetsdienste, und seit Mitte des 15. Jahrhunderts führten sie eine Mädchenschule (mit Unterricht in Deutsch) für Bürgerstöchter.
Der Konvent wurde im Herbst 1524 aufgehoben wie die anderen Klöster Zürichs. Die 25 Frauen wurden in das aufgehobene Kloster Oetenbach umgesiedelt. Das Konventshaus wurde 1551 zur Druckerei von Christoph Froschauer. 1976–2021 war im Gebäude der Kinosaal des Cinema Frosch untergebracht.